# Irish and American Bar

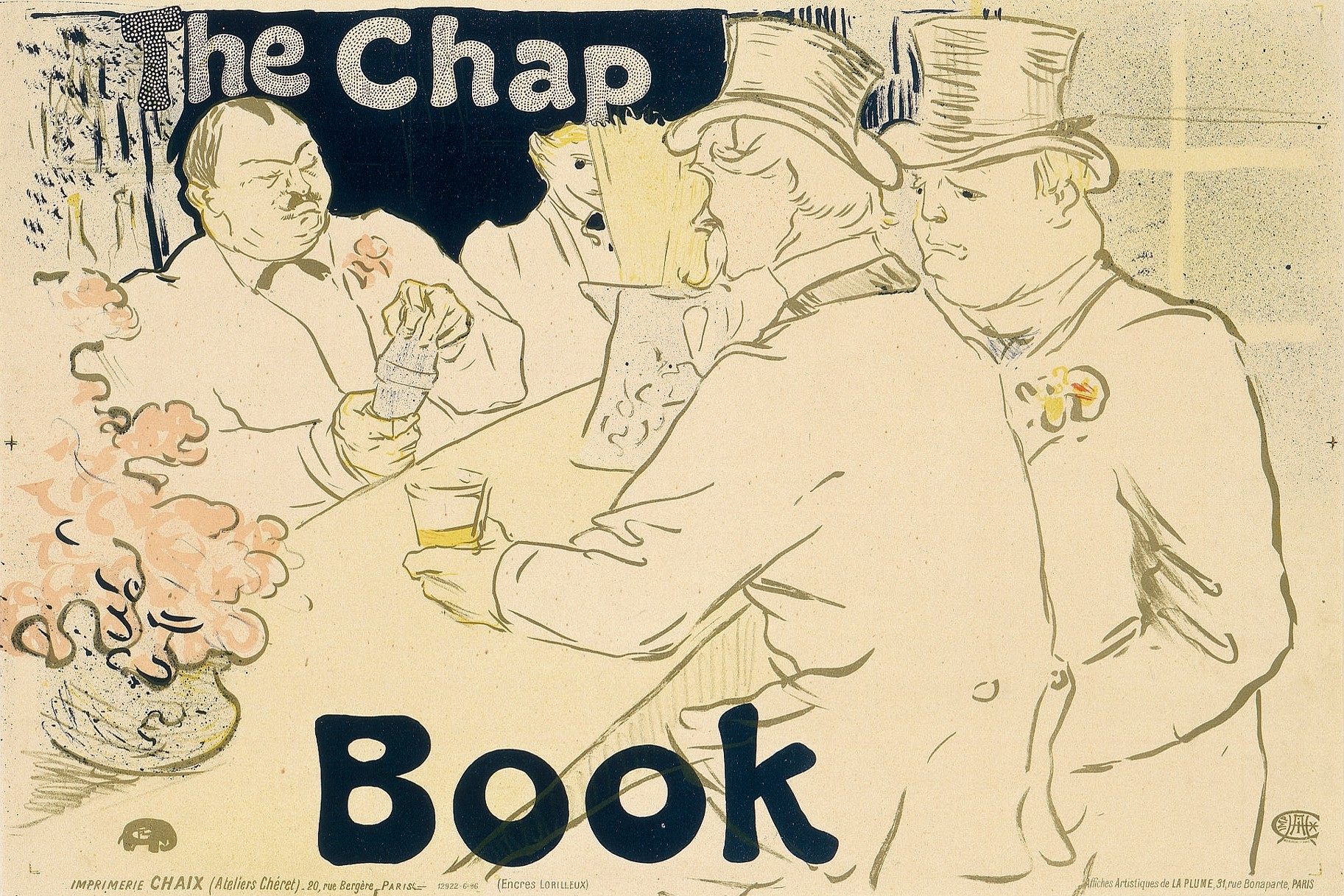
Comptoir de l'Irish and American Bar
(Affiche publicitaire pour The Chap-Book,
Henri de Toulouse-Lautrec, 1896)

L'Irish and American Bar est un débit de boissons situé au no 33 de la rue Royale à Paris et tenu par l'Anglais Reynolds à la fin du XIXe siècle.

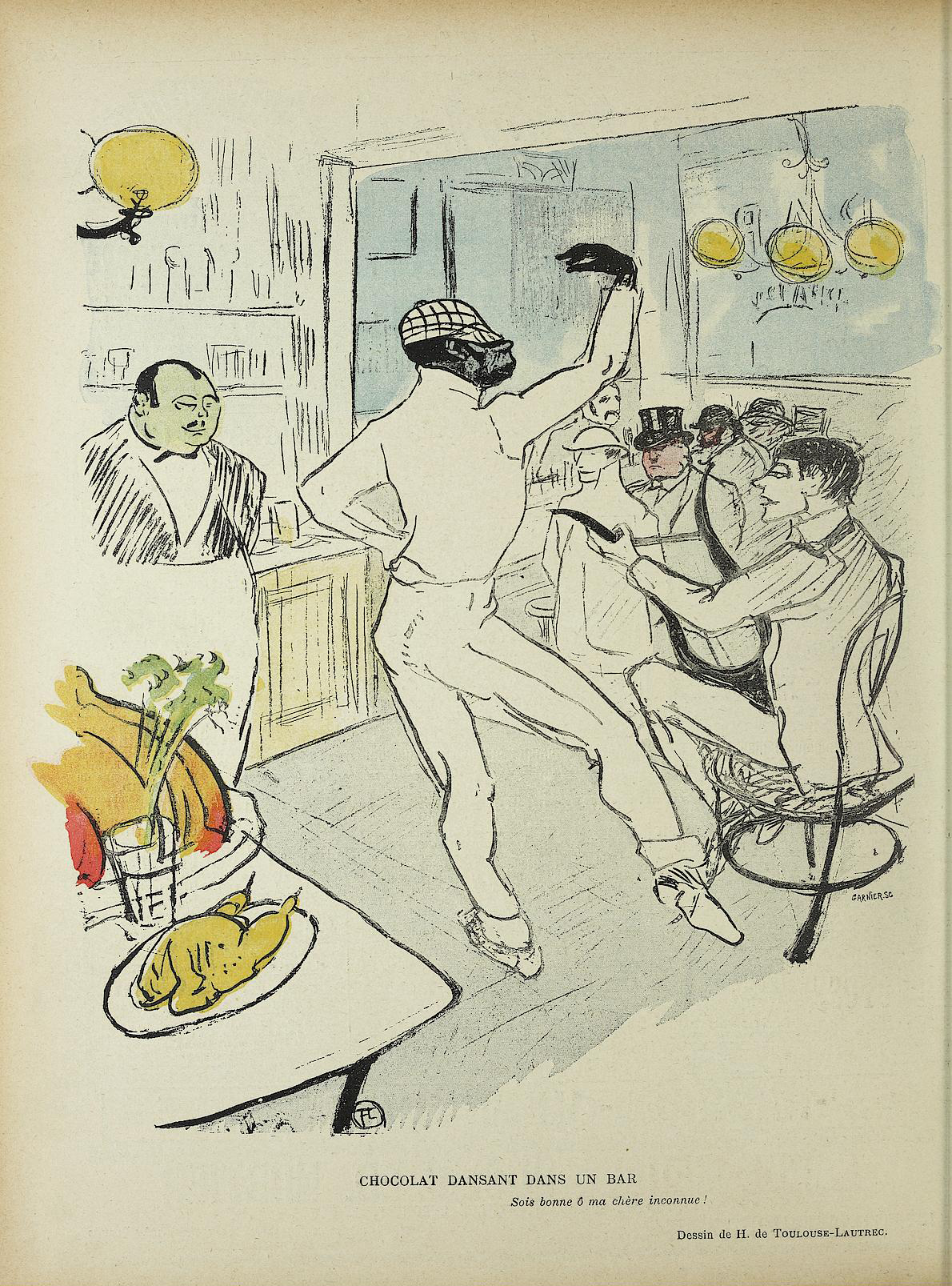
Chocolat dansant à l'Irish and American Bar
(Toulouse-Lautrec 1896, Le Rire, n° 73)

Ce bar décoré en acajou était la propriété d'un Suisse. Il était fréquenté par des artistes parmi lesquels les peintres Henri de Toulouse-Lautrec — à qui on doit plusieurs dessins montrant le bar et son barman, Ralph — et Gabriel Sue, ainsi que les clowns Footit et Chocolat, des jockeys, des entraîneurs, et des cochers.
Une affiche de Toulouse-Lautrec sur le thème du bar montre Ralph, debout derrière le comptoir, en train de servir Tom, le cocher corpulent des Rothschild. L'affiche servit de publicité à la revue littéraire américaine « The Chap-Book » en 1896 et fut imprimée chez Chaix sous la direction de Jules Chéret pour le compte de La Plume (comme l'indiquent les mentions au bas de l'image).